# Liste der Biografien/Wolfi
Liste der Biografien |
Portal Biografien |
Personensuche
# |
A |
B |
C |
D |
E |
F |
G |
H |
I |
J |
K |
L |
M |
N |
O |
P |
Q |
R |
S |
T |
U |
V |
W |
X |
Y |
Z |
?
 
Wa |
Wc |
Wd |
We |
Wh |
Wi |
Wj |
Wl |
Wn |
Wo |
Wr |
Ws |
Wt |
Wu |
Ww |
Wy |
Wz
 
Woa |
Wob |
Woc |
Wod |
Woe |
Wof |
Wog |
Woh |
Woi |
Woj |
Wok |
Wol |
Wom |
Won |
Woo |
Wop |
Wor |
Wos |
Wot |
Wou |
Wov |
Wow |
Wox |
Woy |
Woz
 
Wola |
Wolb |
Wolc |
Wold |
Wole |
Wolf |
Wolg |
Wolh |
Woli |
Wolj |
Wolk |
Woll |
Wolm |
Woln |
Wolo |
Wolp |
Wolr |
Wols |
Wolt |
Wolv |
Woly |
Wolz
 
Wolfa |
Wolfb |
Wolfc |
Wolfe |
Wolff |
Wolfg |
Wolfh |
Wolfi |
Wolfk |
Wolfl |
Wolfm |
Wolfn |
Wolfo |
Wolfr |
Wolfs |
Wolft
Die Liste der Biografien führt alle Personen auf, die in der deutschsprachigen Wikipedia einen Artikel haben. Dieses ist eine Teilliste mit 22 Einträgen von Personen, deren Namen mit den Buchstaben „Wolfi“ beginnt.

## Wolfi

### Wolfie
- Wolfien, Karl (1906–1968), deutscher Offizier (Luftwaffe der Wehrmacht und der Bundeswehr)
- Wolfien, Verena (* 1977), deutsche Schauspielerin und Sprecherin

### Wolfin
- Wölfing, Günther (1940–2019), deutscher Historiker
- Wölfing, Max (1847–1928), deutscher evangelischer Feldpropst
- Wölfing, Wilhelm (1883–1972), deutscher Offizier, Kaufmann und Hochseesegler
- Wolfinger, Albert (1850–1931), liechtensteinischer Landwirt und Politiker
- Wolfinger, August (* 1940), liechtensteinischer Skirennläufer
- Wolfinger, Bernd (* 1951), deutscher Informatiker und Professor
- Wolfinger, Fabio (* 1996), liechtensteinischer Fußballspieler
- Wolfinger, Franz (* 1940), deutscher römisch-katholischer Fundamentaltheologe, Missionswissenschaftler und Hochschullehrer
- Wolfinger, Franz (* 1946), österreichischer Politiker (ÖVP), Mitglied des Bundesrates
- Wolfinger, Marco (* 1989), liechtensteinischer Fussballspieler
- Wolfinger, Mario (* 1982), liechtensteinischer Fussballspieler
- Wolfinger, Max (1837–1913), deutscher Maler
- Wolfinger, Michael (* 1978), deutscher Aquarist
- Wolfinger, Robin, deutscher Erzieher und Mister Germany 2015
- Wolfinger, Sandro (* 1991), liechtensteinischer Fussballspieler
- Wolfinger, Stefan (* 1964), liechtensteinischer Fussballspieler
- Wolfinger, Weltin (1926–2010), liechtensteinischer Bobfahrer

### Wolfis
- Wolfisberg, Lars (* 2003), Schweizer Hammerwerfer
- Wolfisberg, Paul (1933–2020), Schweizer Fußballspieler und -trainer

### Wolfit
- Wolfit, Donald (1902–1968), britischer Schauspieler